# アンソニー・パターソン
アンソニー・パターソン（Anthony Patterson, 2000年5月10日 - ）は、イングランドのタイン・アンド・ウィア州ノース・シールズ出身のプロサッカー選手。EFLチャンピオンシップのサンダーランドAFC所属。ポジションはゴールキーパー。

## 経歴

### サンダーランド
2018-19シーズンからサンダーランドAFCのトップチームの試合でベンチ入りするようになる。2020年11月10日、EFLトロフィーのフリートウッド・タウンFC戦に出場してプロデビューした。
2021-22シーズンのパフォーマンスで信頼を勝ち取り、サンダーランドと新たに2年契約を結んだ。

#### ノッツ・カウンティ
2021年9月、ノッツ・カウンティFCへ期限付き移籍した。期間は同年10月までとなる。

#### サンダーランド復帰
期限付き移籍は2022年1月末まで延長されたが、サンダーランドの正ゴールキーパーであるリー・バージが負傷したため、予定よりも早く呼び戻された。その後2021年12月31日に再び期限付き移籍し、2022年1月7日にサンダーランドれ復帰した。
2022年6月、サンダーランドと2026年までの契約延長に合意した。

## 代表歴
2023年6月10日、U-21イングランド代表の一員として日本戦に出場した。